# Retrovirus
Retrovirus (retroviridae) er en gruppe af revers transskriberende RNA-virus.
De bruger en revers transkriptase – et DNA polymerase-enzym – der i cellen oversætter retrovirusens enkeltstrengede RNA til dobbeltstrenget DNA.
Dette DNA integreres i værtscellens eget DNA og danner så grundlaget for produktion af nye viruspartikler.
Der findes mange retrovirus, der inficerer dyr og mennesker, nogle af disse er oncogene: HTLV-1, og -2, samt HIV-1 og -2. 
HIV-1 (human immunodeficiency virus) er den bedst kendte, da den er årsagen til AIDS.

## Fire karakteristika
- Genomet med den genetiske information forekommer som to identiske RNA-strenge.
- Hver eneste viruspartikel (virion) indeholder enzymet revers transkriptase.
- Virionet består af to proteinstrukturer: en kerne med RNA og yderst en membrankappe.
- Det virale reproduktionskredsløb kræver syntesen af et DNA-kopi af virusgenomet med indsættelse af dette DNA i værtscellens genom.

## Klassifikation
Familien retroviridae har to underfamilier
- Orthoretrovirinae
  - Alpharetrovirus
  - Betaretrovirus
  - Gammaretrovirus
  - Deltaretrovirus
  - Epsilonretrovirus
  - Lentivirus (HIV-1, HIV-2)
- Spumaretrovirinae
  - Spumavirus